# Anastasia Acosta
Anastasia Magdalena Acosta Loría (San José, 18 de octubre de 1974) es una actriz y modelo costarricense naturalizada mexicana.
Es más conocida simplemente como Anastasia, y es famosa en el mundo de la televisión por algunos de sus papeles. En 1996,  interpretó a Yolanda "Yoli" en la telenovela mexicana Marisol junto a Erika Buenfil y Eduardo Santamarina. En 1998, realizó el papel de Viviana Carrillo en La usurpadora junto a Gabriela Spanic, Fernando Colunga, Chantal Andere y Juan Pablo Gamboa, también ha participado en series de televisión, como Mujer, casos de la vida real y Cero en conducta entre otras.

## Biografía
Acosta Loría nació en San José, el 18 de octubre de 1974. Es conocida simplemente como Anastasia, famosa en el mundo de la televisión mexicana.
Anastasia comenzó su carrera en el mundo del modelaje e inmediatamente se ganó la atención de los productores mexicanos. Fue invitada a quedarse en México para protagonizar como modelo de concurso en la versión mexicana de "La Rueda de la Fortuna". Poco después, el actor y productor Jorge Ortiz de Pinedo la invitó a ser coconductora del programa "Humor es los Comediantes". Anastasia se hizo conocida por sus papeles en la comedia televisiva, en particular la muy popular serie de televisión "Cero en Conducta". Luego pasó a interpretar papeles de antagonista en varias telenovelas. Anastasia también ha actuado y sigue actuando en teatro con críticas entusiastas y críticas públicas de su trabajo.

## Vida personal
A temprana edad, ella y su familia se mudaron a México, donde trabajó como modelo con sus dos hermanas. Al iniciar su carrera como modelo atrajo a varios productores mexicanos, por lo que recibió varias invitaciones para actuar en ese país.

## Filmografía

### Telenovelas
- 2018 La piloto II....Güera
- 2014 Los miserables....Consuelo "Chelo" Durán Monteagudo de Gordillo
- 2012 Un refugio para el amor
- 2007 Tormenta en el paraíso....Leonor
- 2005 Pablo y Andrea....Paula
- 2004 Amar otra vez...Adriana Candamo Rivadeneyra
- 2003 Corazón de melón ...Bárbara
- 2002 ¡Vivan los niños! ...Dalia
- 1999 Cuento de Navidad ...Jasive / Viriana
- 1999 Rosalinda....Alcira Ordóñez
- 1998 La usurpadora ....Viviana Carrillo
- 1996 Marisol....Yolanda "Yoli"

### Series de Televisión
- 2009-2011 - Se Vale TV
- 2001-2006 - Mujer, casos de la vida real....Varios capítulos
- 2003-2004 - La Jaula....Invitada
- 2000-2002 - Cero en conducta...Rosa Davalos Montes
- 1999-2001 - Humor es... Los Comediantes...Coconductora
- 1998-1999 - Derbez en cuando...Ella misma (ruleta y algunos sketches)
- 1996 - El diario de la noche....Ella misma
- 1995 - La rueda de la fortuna .... Ella misma

### Teatro
- Quiero pero no puedo - Teatro Insurgentes
- El show de la escuelita - Teatro Blanquita
- Busco al hombre de mi vida, marido ya tuve - Teatro Arlequín/Teatro Ofelia